# National Irish Bank
 (août 2024).
 (août 2024).
National Irish Bank (en irlandais : Banc Éireannach Náisiúnta) est la quatrième plus grande banque irlandaise.
Danske Bank la rachète, en même temps que la Northern Bank (banque d'Irlande du Nord) en 2004 à National Australia Bank pour 967 millions de £.